# Johan Rydberg
Johan Rydberg, född 20 maj 1680 i Vreta Klosters församling, Östergötlands län, död 1 oktober 1754 i Väderstads församling, Östergötlands län, var en svensk präst.

## Biografi
Rydberg föddes 20 maj 1680 i Vreta Klosters socken. Han var son till kyrkoherden Theseus Magni Rydelius och Christina Palumbus.  Rydberg blev 1703 student vid Uppsala universitet. Han prästvigdes 5 maj 1708 och blev skvadronspredikant vid Östgöta kavalleri. Under tiden där var han med i ett fälttåg i Livland.  Rydberg blev 4 november 1710 regementspastor. Han blev beordrar att flytta till Pommern.  Rydberg blev sedan pestpredikant i Söderköping. Den 9 oktober 1713 blev han kyrkoherde i Väderstads församling och tillträdde tjänsten 1714. Han blev 13 mars 1750 kontraktsprost i Göstrings kontrakt. Rydberg avled 1 oktober 1754 i Väderstads socken.

### Familj
Rydberg gifte sig första gången 30 juli 1711 med Maria Collin (1692–1711). Hon var dotter till kyrkoherden Constans Collin i S:t Laurentii församling, Söderköping och Anna Sithelius.
Rydberg gifte sig andra gången 7 september 1714 med Catharina Langelius (1694-1766). Hon var dotter till domprosten Olavus Langelius i Linköpings församling och Catharina Jönsdotter. De fick tillsammans barnen Christina Catharina Rydberg (1715–1741) som var gift med kyrkoherden Jacob Wulff i Varvs församling, kyrkoherden Olof Langelius (1716–1782) i Häradshammars församling, kamreren Johan Magnus Rydberg (1718-1776) i Bergskollegium, komministern i Constans Rydberg (1720–1758) i Västra Skrukeby församling och Engla Maria Rydberg (1723-1733).